# Symphytognatha imbulunga
Symphytognatha imbulunga is een spinnensoort uit de familie Symphytognathidae. De soort komt voor in Zuid-Afrika.